# Tsacasiella debilis
Tsacasiella debilis là một loài ruồi trong họ Asilidae. Tsacasiella debilis được Tsacas miêu tả năm 1969. Loài này phân bố ở vùng nhiệt đới châu Phi.